# Замок Готтлибен
Замок Готтлибен (также замок Готлибен, нем. Schloss Gottlieben) — средневековый в своей основе замок, расположенный на берегу так называемого Озёрного Рейна (нем. Seerhein, часть Боденского озера) в общине Готтлибен в швейцарском кантоне Тургау.
Прямоугольный по своей форме замок Готтлибен с его обращёнными на юг двумя мощными башнями был возведён в 1251 году констанцским епископом Эберхардом II фон Вальдбургом, и изначально представлял собой так называемый замок на воде. Рядом с замком — также по указанию епископа — был выстроен деревянный мост через Рейн. Тем самым, создавая альтернативное место переправы, Эберхард фон Вальдбург, находившийся тогда в конфликте с городским советом Констанца, пытался усилить экономическое давление на своих противников.
Во время Констанцского собора, в западной башне замка в заключении содержались Ян Гус, Иероним Пражский и позднее смещённый с должности папа Иоанн XXIII.
С 1499 по 1798 годы замок Готтлибен был постоянной резиденцией епископского фогта.
В XIX веке принц Луи Наполеон, будущий Наполеон III, после смерти своей матери Гортензии де Богарне, рассматривал замок Готтлибен в качестве альтернативы Арененбергу, и даже недолгое время жил здесь. Примерно в это же время замок был перестроен в неоготическом стиле; причём при строительстве были использованы оригинальные готические окна сгоревшего в 1824 году клуатра констанцского мюнстера.
В 1926—1939 годах замок принадлежал бывшему немецкому дипломату Иоганну Вильгельму Мюлону (Johann Wilhelm Muehlon).
В 1950 году замок Готтлибен приобрела швейцарская оперная певица Лиза Делла Каза, проживавшая в нём вплоть до своей смерти в 2012 году.